# العملة الورقية للكرونة المجرية
العملة الورقية للكرونة المجرية جزءًا من العملة المتداولة في مملكة المجر بعد الحرب العالمية الأولى حتى إدخال البنغو في عام 1927. يعكس تنوع الأوراق النقدية، سندات الخزانة، وتنوع السلطات المصدرة الوضع الفوضوي في البلاد بعد الحرب.

## الأوراق النقدية النمساوية المجرية (1919)
للبنك النمساوي المجري، وهو البنك المركزي للإمبراطورية النمساوية المجرية، براءة اختراع حصرية لِطباعة الأوراق النقدية في جميع أنحاء الإمبراطورية النمساوية المجرية. طُبعت الأوراق النقدية في فيينا، وتُورّدها المجر من هناك. خلال الحرب العالمية الأولى، أوقف السكرتير العام لمقر فيينا عمدًا تسليم الأوراق النقدية إلى المجر.
بعد الحرب العالمية، طلبت حكومة كارولي المجرية من البنك النمساوي المجري توريد ألواح طباعة وأوراق نقدية إلى المجر، نظرًا لخطورة توريد الأوراق النقدية المطبوعة بسبب حالة عدم الاستقرار السياسي. مُيزت الأوراق النقدية (1، 2، 25، و200 كرونة) المطبوعة في بودابست في عهد حكومة كارولي ثم في عهد الجمهورية السوفيتية المجرية، برقم تسلسلي مختلف (1 ك: أعلى من 7000؛ 2 ك: أعلى من 7000؛ 25 ك: أعلى من 3000؛ 200 ك: أعلى من 2000). بعد سقوط الجمهورية السوفييتية، أعلنت فيينا أن هذه الأوراق النقدية مزيفة.
| الأوراق النقدية النمساوية المجرية      | الأوراق النقدية النمساوية المجرية | الأوراق النقدية النمساوية المجرية | الأوراق النقدية النمساوية المجرية | الأوراق النقدية النمساوية المجرية | الأوراق النقدية النمساوية المجرية | الأوراق النقدية النمساوية المجرية | الأوراق النقدية النمساوية المجرية |
| صورة                                   | صورة                              | قيمة                              | أبعاد                             | وصف                               | وصف                               | تاريخ                             | تاريخ                             |
| وجه العملة                             | يعكس                              | قيمة                              | أبعاد                             | وجه العملة                        | يعكس                              | مشكلة                             | انسحاب                            |
| -------------------------------------- | --------------------------------- | --------------------------------- | --------------------------------- | --------------------------------- | --------------------------------- | --------------------------------- | --------------------------------- |
|                                        |                                   | 1 تاج                             | 112 × 67 ملم                      | نمط العمارة الكلاسيكية            | رأس فريجي                         | 30 أبريل 1919                     | 14 مارس 1922                      |
|                                        |                                   | 2 التيجان                         | 123 × 83 ملم                      | عارضات أزياء                      | عارضات أزياء                      | 25 مايو 1919                      | 31 ديسمبر 1922                    |
|                                        |                                   | 25 التيجان                        | 135 × 80 ملم                      | عارضة أزياء                       | نمط عادي أو متموج                 | 25 أبريل 1919                     | 11 نوفمبر 1920                    |
|                                        |                                   | 200 التيجان                       | 167 × 99 ملم                      | عارضة أزياء                       | نمط عادي أو متموج                 | 20 مايو 1919                      | 11 نوفمبر 1920                    |
| هذه الصور بمقياس 0.7 بيكسل كل ميليمتر. |                                   |                                   |                                   |                                   |                                   |                                   |                                   |

## أوراق نقدية من بنك التوفير البريدي (1919)
صدرت أوراق التوفير البريدية (Posatakarékpénztári jegy) بموجب مرسوم صادر عن المجلس الثوري الحاكم لجمهورية المجر السوفيتية، ذلك من قِبل بنك التوفير البريدي المجري (Magyar Postatakarékpénztár)، يعمل آنذاك كبنك إصدار في المجر. أُودعت الأوراق النقدية ذات الفئات العالية قبل الحرب، والصادرة عن البنك النمساوي المجري، بسعر الصرف الاسمي لِمنع التضخم.
| أوراق نقدية من بنك التوفير البريدي     | أوراق نقدية من بنك التوفير البريدي | أوراق نقدية من بنك التوفير البريدي | أوراق نقدية من بنك التوفير البريدي | أوراق نقدية من بنك التوفير البريدي | أوراق نقدية من بنك التوفير البريدي       | أوراق نقدية من بنك التوفير البريدي | أوراق نقدية من بنك التوفير البريدي |
| صورة                                   | صورة                               | قيمة                               | أبعاد                              | وصف                                | وصف                                      | تاريخ                              | تاريخ                              |
| وجه العملة                             | يعكس                               | قيمة                               | أبعاد                              | وجه العملة                         | يعكس                                     | مشكلة                              | انسحاب                             |
| -------------------------------------- | ---------------------------------- | ---------------------------------- | ---------------------------------- | ---------------------------------- | ---------------------------------------- | ---------------------------------- | ---------------------------------- |
|                                        |                                    | 5 كورونا                           | 132 × 80 ملم                       | عارض أزياء ذكر                     | "مشروع قانون بنك الادخار البريدي المجري" | 6 يونيو 1919                       | 28 يناير 1923                      |
|                                        |                                    | 10 كورونا                          | 140 × 88 ملم                       | رأس فريجي                          | قيمة                                     | 23 يوليو 1919                      | 28 يناير 1923                      |
|                                        |                                    | 20 كورونا                          | 145 × 90 ملم                       | رأس فريجي                          | القيمة في لغات مختلفة                    | 23 يوليو 1919                      | 28 يناير 1923                      |
|                                        |                                    | 100 كورونا                         | 168 × 120 ملم                      | عارض أزياء ذكر                     | القيمة في لغات مختلفة                    | أبداً                               | -                                  |
|                                        |                                    | 1000 كورونا                        | 200 × 134 ملم                      | التكوين الرمزي                     | القيمة في لغات مختلفة                    | أبداً                               | -                                  |
| هذه الصور بمقياس 0.7 بيكسل كل ميليمتر. |                                    |                                    |                                    |                                    |                                          |                                    |                                    |

## أوراق نقدية من الإمبراطورية النمساوية المجرية (1920)
المجر آخر دولة من بين الدول التي خلفت النظام الملكي تُطبّق إعادة ختم العملة المشتركة. خططت حكومة كارولي لبدء ذلك في 21 مارس 1919، أجّل تأسيس الجمهورية السوفيتية هذه الخطط. وأخيرًا، صدرت الأوراق النقدية (من 10 إلى 10,000) خُتمت الأوراق النقدية (التيجان) اعتبارًا من 18 مارس 1920. استخدمت المجر طابعًا أحمر دائريًا لتمييز الأوراق النقدية.
| أوراق نقدية من البنك النمساوي المجري مختومة | أوراق نقدية من البنك النمساوي المجري مختومة | أوراق نقدية من البنك النمساوي المجري مختومة | أوراق نقدية من البنك النمساوي المجري مختومة | أوراق نقدية من البنك النمساوي المجري مختومة | أوراق نقدية من البنك النمساوي المجري مختومة | أوراق نقدية من البنك النمساوي المجري مختومة | أوراق نقدية من البنك النمساوي المجري مختومة |
| صورة                                        | صورة                                        | قيمة                                        | أبعاد                                       | وصف                                         | وصف                                         | تاريخ                                       | تاريخ                                       |
| وجه العملة                                  | يعكس                                        | قيمة                                        | أبعاد                                       | وجه العملة                                  | يعكس                                        | مشكلة                                       | انسحاب                                      |
| ------------------------------------------- | ------------------------------------------- | ------------------------------------------- | ------------------------------------------- | ------------------------------------------- | ------------------------------------------- | ------------------------------------------- | ------------------------------------------- |
| HUN-19-Provisional-10 Korona (1920).jpg     | HUN-19-Provisional-10 Korona (1920).jpg     | 10 تاج                                      | 150 × 79 ملم                                | نموذج صبي                                   | نموذج صبي                                   | 24 يوليو 1916                               | 31 يناير 1924                               |
| HUN-20-Provisional-20 Korona (1920).jpg     | HUN-20-Provisional-20 Korona (1920).jpg     | 20 التيجان العدد الثاني                     | 150 × 89 ملم                                | عارضة أزياء                                 | عارضة أزياء                                 | 28 أكتوبر 1918                              | 31 يناير 1924                               |
| HUN-23-Provisional-25 Korona (1920).jpg     |                                             | 25 التيجان                                  | 135 × 80 مم                                 | عارضة أزياء                                 | نمط عادي أو متموج                           | 25 أبريل 1919                               | 11 نوفمبر 1920                              |
| HUN-25-Provisional-50 Korona (1920).jpg     | HUN-25-Provisional-50 Korona (1920).jpg     | 50 التيجان                                  | 162 × 100 ملم                               | عارضة أزياء                                 | عارضة أزياء                                 | 18 ديسمبر 1916                              | 31 يناير 1924                               |
| HUN-27-Provisional-100 Korona (1920).jpg    | HUN-27-Provisional-100 Korona (1920).jpg    | 100 التيجان                                 | 163 × 107 ملم                               | عارضة أزياء                                 | عارضة أزياء                                 | 13 ديسمبر 1912                              | 30 سبتمبر 1922                              |
| HUN-29-Provisional-200 Korona (1920).jpg    |                                             | 200 التيجان                                 |                                             | عارضة أزياء                                 |                                             |                                             |                                             |
| HUN-31-Provisional-1000 Korona (1920).jpg   | HUN-31-Provisional-1000 Korona (1920).jpg   | 1000 التيجان                                | 191 × 127 ملم                               | عارضة أزياء                                 | عارضة أزياء                                 | 2 يناير 1903                                | 31 أغسطس 1921                               |
| HUN-32-Provisional-10000 Korona (1920).jpg  | HUN-32-Provisional-10000 Korona (1920).jpg  | 10,000 التيجان                              | 191 × 127 ملم                               | عارضة أزياء                                 | عارضة أزياء                                 | 19 ديسمبر 1918                              | 5 يونيو 1921                                |

## الاوراق النقدية الرسمية (1920-1926)
صدرت الأوراق النقدية الرسمية لأول مرة عام 1921. للمصمم فيرينك هيلبينج. طُبعت الأوراق النقدية لأول مرة في سويسرا بواسطة أوريل فوسلي، زيورخ (باستثناء الفئات الصغيرة التي لم تكن قابلة للتزوير)، ثم في المجر بواسطة شركة طباعة الأوراق النقدية حديثة التأسيس (Magyar Pénzjegynyomda Rt.) في بودابست. ازداد حجم الأوراق النقدية مع ارتفاع الفئات، دفع المطبعة إلى تغيير حجم الأوراق النقدية: ابتداءً من عام 1923، طُبعت نسخ أصغر بنفس التصميم (أو بتصميم مختلف قليلاً).
اختلافات علامة طباعة الأوراق النقدية الرئيسية:
- الفواتير ذات الفئة المنخفضة (من 1 إلى 20 ك، مطبوع في عام 1920): لا يوجد علامة (طُبع في بودابست بواسطة طابعات مختلفة)
- الفواتير كبيرة الحجم (من 50 إلى 25000 ك، طُبع في عامي 1920 و1922): أوريل فوسلي زيوريخ
- الفواتير الصغيرة الحجم (من 100 إلى 1,000,000 ك، طُبع في عامي 1923 و1923): ORELL FÜSSLI ZÜRICH أو Magyar Pénzjegynyomda Rt. بودابست. أو بدون علامة (طبع بواسطة شارع Magyar Pénzjegynyomda في بودابست)
- جميع الأوراق النقدية الكبيرة والصغيرة (من 50 إلى 1,000,000 ك): TW أو W أو T. ويلي لإظهار اسم مخترع تقنية الطباعة الضوئية المستخدمة في طباعة الأوراق النقدية الرسمية (تراوجوت ويلي)??? اعد رسم خطي لورقة نقدية من الفرنك السويسري)

| علامات الطابعة على أوراق نقدية من ولاية كورونا | علامات الطابعة على أوراق نقدية من ولاية كورونا                                             |
| ---------------------------------------------- | ------------------------------------------------------------------------------------------ |
|                                                | أوريل فوسلي زيورخ علامة الطابعة على ورقة نقدية من فئة 50 كورونا (1920)                     |
|                                                | شارع Magyar Pénzjegynyomda. بودابست. علامة الطابعة على ورقة نقدية من فئة 100 كورونا (1923) |
|                                                | TW علامة الطابعة على ورقة نقدية من فئة 100 كورونا (1923)                                   |

| علامات الطباعة على أوراق الكرونة الحكومية | علامات الطباعة على أوراق الكرونة الحكومية                                  |
| ----------------------------------------- | -------------------------------------------------------------------------- |
|                                           | ORELL FÜSSLI ZÜRICH طابع الطابعة على ورقة 50 كرونة (1920)                  |
|                                           | Magyar Pénzjegynyomda Rt. Budapest. طابع الطابعة على ورقة 100 كرونة (1923) |
|                                           | T. W. طابع الطابعة على ورقة 100 كرونة (1923)                               |

| سلسلة الفئات المنخفضة                  | سلسلة الفئات المنخفضة | سلسلة الفئات المنخفضة | سلسلة الفئات المنخفضة | سلسلة الفئات المنخفضة                                        | سلسلة الفئات المنخفضة                         | سلسلة الفئات المنخفضة | سلسلة الفئات المنخفضة |
| الصورة                                 | الصورة                | الفئة                 | الأبعاد               | الوصف                                                        | الوصف                                         | التواريخ              | التواريخ              |
| الوجه الأمامي                          | الوجه الخلفي          | الفئة                 | الأبعاد               | وجه أمامي                                                    | وجه خلفي                                      | الإصدار               | السحب                 |
| -------------------------------------- | --------------------- | --------------------- | --------------------- | ------------------------------------------------------------ | --------------------------------------------- | --------------------- | --------------------- |
|                                        |                       | 1 كرونة               | 129 × 65 ملم          | تمثال أنثى                                                   | *القيمة مكتوبة باللغة المجرية و5 لغات أجنبية* | 11 يوليو 1921         | 30 يونيو 1927         |
|                                        |                       | 2 كرونة               | 131 × 76 ملم          | فلاح يحصد القمح                                              | *القيمة مكتوبة باللغة المجرية و5 لغات أجنبية* | 11 يوليو 1921         | 30 يونيو 1927         |
|                                        |                       | 10 كرونة              | 135 × 79 ملم          | جسر سيشيني                                                   | *القيمة مكتوبة باللغة المجرية و5 لغات أجنبية* | 11 يوليو 1921         | 30 يونيو 1927         |
|                                        |                       | 20 كرونة              | 143 × 84 ملم          | كنيسة ماتياس، حصن الصيادين، تمثال يانوس هونيادي في قلعة بودا | *القيمة مكتوبة باللغة المجرية و5 لغات أجنبية* | 11 يوليو 1921         | 30 يونيو 1927         |
| سلسلة الفئات الكبيرة                   |                       |                       |                       |                                                              |                                               |                       |                       |
| الصورة                                 | الصورة                | الفئة                 | الأبعاد               | الوصف                                                        | الوصف                                         | التواريخ              | التواريخ              |
| الوجه الأمامي                          | الوجه الخلفي          | الفئة                 | الأبعاد               | وجه أمامي                                                    | وجه خلفي                                      | الإصدار               | السحب                 |
|                                        |                       | 50 كرونة              | 150 × 95 ملم          | صورة فرانسيس الثاني راكوكي تأليف آدم مانيكي                  | *القيمة مكتوبة باللغة المجرية و5 لغات أجنبية* | 11 يوليو 1921         | 30 يونيو 1927         |
|                                        |                       | 100 كرونة             | 155 × 100 ملم         | الملك ماتياس كورفينوس                                        | *القيمة مكتوبة باللغة المجرية و5 لغات أجنبية* | 9 مايو 1921           | 31 يوليو 1926         |
|                                        |                       | 500 كرونة             | 170 × 110 ملم         | الأمير أرفاد                                                 | *القيمة مكتوبة باللغة المجرية و5 لغات أجنبية* | 9 مايو 1921           | 31 يوليو 1926         |
|                                        |                       | 1000 كرونة            | 193 × 125 مم          | الملك القديس ستيفن                                           | *القيمة مكتوبة باللغة المجرية و5 لغات أجنبية* | 9 مايو 1921           | 31 يوليو 1926         |
|                                        |                       | 5000 كرونة            | 205 × 135 ملم         | هيونيا                                                       | *القيمة مكتوبة باللغة المجرية و5 لغات أجنبية* | 9 مايو 1921           | 31 يوليو 1926         |
|                                        |                       | 10000 كرونة           | 211 × 144 ملم         | «PATRONA HUNGARIAE»                                          | *القيمة مكتوبة باللغة المجرية و5 لغات أجنبية* | 9 مايو 1921           | 31 يوليو 1926         |
|                                        |                       | 25000 كرونة           | 213 × 147 ملم         | «PATRONA HUNGARIAE»                                          | *القيمة مكتوبة باللغة المجرية و5 لغات أجنبية* | 6 سبتمبر 1922         | 31 يوليو 1926         |
| سلسلة الفئات الصغيرة                   |                       |                       |                       |                                                              |                                               |                       |                       |
| الصورة                                 | الصورة                | الفئة                 | الأبعاد               | الوصف                                                        | الوصف                                         | التواريخ              | التواريخ              |
| الوجه الأمامي                          | الوجه الخلفي          | الفئة                 | الأبعاد               | وجه أمامي                                                    | وجه خلفي                                      | الإصدار               | السحب                 |
|                                        |                       | 100 كرونة             | 119 × 72 ملم          | الملك ماتياس كورفينوس                                        | *القيمة مكتوبة باللغة المجرية و5 لغات أجنبية* | 18 مارس 1924          | 30 يونيو 1927         |
|                                        |                       | 500 كرونة             | 128 × 74 ملم          | الأمير أرفاد                                                 | *القيمة مكتوبة باللغة المجرية و5 لغات أجنبية* | 20 يونيو 1924         | 30 يونيو 1927         |
|                                        |                       | 1000 كرونة            | 136 × 78 ملم          | الملك القديس ستيفن                                           | *القيمة مكتوبة باللغة المجرية و5 لغات أجنبية* | 15 سبتمبر 1923        | 30 يونيو 1927         |
|                                        |                       | 5000 كرونة            | 139 × 83 ملم          | هيونيا                                                       | *القيمة مكتوبة باللغة المجرية و5 لغات أجنبية* | 18 مارس 1924          | 30 يونيو 1927         |
|                                        |                       | 10000 كرونة           | 145 × 88 ملم          | «PATRONA HUNGARIAE»                                          | *القيمة مكتوبة باللغة المجرية و5 لغات أجنبية* | 18 مارس 1924          | 30 يونيو 1927         |
|                                        |                       | 25000 كرونة           | 145 × 98 ملم          | الملك القديس لاديسلاوس                                       | *القيمة مكتوبة باللغة المجرية و5 لغات أجنبية* | 19 مايو 1924          | 30 يونيو 1927         |
|                                        |                       | 50,000 كرونة          | 165 × 105 ملم         | تمثال أنثى                                                   | *القيمة مكتوبة باللغة المجرية و5 لغات أجنبية* | 16 يوليو 1923         | 30 يونيو 1927         |
|                                        |                       | 100,000 كرونة         | 165 × 105 ملم         | تمثال أنثى                                                   | *القيمة مكتوبة باللغة المجرية و5 لغات أجنبية* | 30 يوليو 1923         | 30 يونيو 1927         |
|                                        |                       | 500,000 كرونة         | 185 × 85 ملم          | تمثال أنثى                                                   | *القيمة مكتوبة باللغة المجرية و5 لغات أجنبية* | 23 فبراير 1924        | 30 يونيو 1928         |
|                                        |                       | 1,000,000 كرونة       | 185 × 85 ملم          | تمثال أنثى                                                   | *القيمة مكتوبة باللغة المجرية و5 لغات أجنبية* | 31 مارس 1924          | 30 يونيو 1928         |
| هذه الصور بمقياس 0.7 بيكسل كل ميليمتر. |                       |                       |                       |                                                              |                                               |                       |                       |

بعد 25 أغسطس 1926، خُتمت الأوراق النقدية من فئة 1,000 إلى 1,000,000 كرونة لإظهار قيمتها بالبنجو (بمعدل12500 كرونة إلى 1 بنجو).

## روابط خارجية
- (بالمجرية والإنجليزية) bankjegy.szabadsagharcos.org (Hungarian banknote catalog)
- (بالمجرية والإنجليزية) www.numismatics.hu (Roman and Hungarian related numismatic site)
- (بالمجرية) papirpenz.hu (pictures of Hungarian banknotes)
- (بالمجرية، الإنجليزية، الألمانية، والفرنسية) www.eremgyujtok.hu (homepage of the Hungarian Coin Collectors' Society)
- Pictures of Hungarian banknotes at Ron Wise’s World Paper Money Homepage, نسخة محفوظة June 3, 2011, على موقع واي باك مشين.

## قراءة إضافية
- (بالمجرية، الإنجليزية، والألمانية) Gyula Rádóczy, Géza Tasnádi (1992). Magyar papírpénzek 1848-1992 (Hungarian paper money 1848-1992). Danubius Kódex Kiadói Kft. ISBN:963-7434-11-9.
- (بالمجرية) (summary in (بالألمانية، الإنجليزية، والروسية)) Károly Leányfalusi, Ádám Nagy (2006). A korona-fillér pénzrendszer - Magyarország fém- és papírpénzei 1892-1925 (The korona-fillér monetary system - coins and paper money of Hungary 1892-1925). Magyar Éremgyűjtők Egyesülete, Budapest. ISBN:963-229-523-4.